# Adrien de Francqueville de Bourlon
Pour les articles homonymes, voir Bourlon (homonymie).
Pour les autres membres de la famille, voir Famille de Francqueville.
 (juin 2025).
Adrien-François-Martin de Francqueville de Bourlon (15 janvier 1780, Douai - 7 juillet 1849, Paris), est un homme politique français.

## Biographie
Propriétaire et maire de la commune de Bourlon, ainsi que dévoué au gouvernement de la Restauration, il fut élu, le 24 novembre 1827, député du Nord, au collège de département. Il prit place au côté droit, et vota dans la législature avec les ultra-royalistes.

## Sources
- « Adrien de Francqueville de Bourlon », dans Adolphe Robert et Gaston Cougny, Dictionnaire des parlementaires français, Edgar Bourloton, 1889-1891 [détail de l’édition]